# Omar ben Hafsún
cUmar ibn Ḥafṣūn ibn Ŷacfar ibn Sālim (en árabe: عمر بن حَفْصُون بن جعفر بن سالم‎), conocido en la historiografía española como Omar ben Hafsún (Parauta, 850 – Bobastro, 918), fue un  caudillo andalusí de origen hispano-godo, que organizó y lideró una rebelión (880-918) contra el Emirato de Córdoba. En la última fase de su rebelión, se hizo bautizar recibiendo el nombre de Samuel (899).

## Orígenes
Omar ben Hafsún nació en una familia de terratenientes musulmanes de origen nobiliario godo, uno de cuyos abuelos se había convertido al islam, en la localidad de Júzcar, un pueblo situado al oeste de la actual provincia de Málaga, durante el Emirato de Córdoba. Esta población, situada en el Valle del Genal, es una de las poblaciones que conforman la comarca de la Serranía de Ronda, probablemente en el sitio denominado "La Torrecilla", hoy pueblo de Parauta. De este modo, Omar por nacimiento era muladí (nombre que recibían los descendientes de los cristianos convertidos al islam), no mozárabe (los de los hispano-godos que continuaron siendo cristianos).
Según el historiador Isidro García Cigüenza, el origen del apellido de Omar era Hafs y a este se le añadió el término de "un" que entre los árabes era distintivo de nobleza, quedando el apellido configurado en Hafsún. Sobre esto también hay discrepancia de opiniones, ya que en otros investigadores han apuntado que esta terminación -un fue bastante común y no estaría indicando ningún engrandecimiento del personaje ni nobleza (De las Cagigas, 1947:241; Herrero Soto, 2014:35). 
De la madre de Omar no se sabe nada; del padre se sabe que murió bajo las garras de un oso; y de sus hermanos, que uno se llamaba Ayyub y, el otro, Yácfar. Nació en la alquería que sus padres tenían en Parauta, cerca de Ronda, aunque esta afirmación sobre su lugar de nacimiento entre en discusión con los vecinos de Júzcar por razones puramente topográficas: la alquería era conocida como la alquería de Torrichela y se encontraba junto al castillo de Autha, lo que hoy se conoce como Parauta, actualmente perteneciente al término de Júzcar, de ahí la controversia.

## Vida como fugitivo
El origen de cómo Omar se convirtió en un rebelde, según recoge el escritor Jorge Alonso García (esto es una novela, una obra literaria, no una FUENTE HISTÓRICA) está en un incidente que le ocurrió cuando descubrió que un pastor bereber le estaba robando el ganado a su abuelo, Yacfar ibn Salim. Omar se enfrentó a él, matándolo. Tras este asesinato, Omar hubo de esconderse en la sierra del Alto Guadalhorce (Desfiladero de los Gaitanes), refugiándose en las ruinas de un viejo castillo que será el inexpugnable Bobastro, dado que él sabía que sería perseguido por los justicieros bereberes. La rebelión se produjo en el 878.
Con otros fugitivos como él, empezó a robar por la cora de Rayya y de Takoronna hasta que fue capturado por el valí de Málaga, que, desconociendo el asesinato cometido, sólo lo azotó. Entonces decidió escapar al norte de África, instalándose en Tahart como aprendiz de sastre hasta que, animado por otro muladí, decidió volver en el año 880 aprovechando el creciente caos interno de al-Ándalus.

## Señorío de Bobastro

Extensión aproximada de la rebelión de Omar ben Hafsún en torno al 912, antes de las campañas de Abderramán contra él y sus hijos, que concluyeron con el aplastamiento de la larga sublevación contra la autoridad cordobesa en el 928.

Con el apoyo de su tío Muhadir consiguió reunir una partida de mozárabes, muladíes e incluso bereberes descontentos con la aristocracia de origen árabe dominante, y dando muestras de lo que después fuera probado en multitud de contiendas, es decir sus grandes dotes de estratega militar, Omar, como primera medida reforzó y mejoró las defensas del castillo de Bobastro, en el norte de la provincia de Málaga, haciéndolo prácticamente inexpugnable, como se demostraría a lo largo de los más de cuarenta años que resistió los envites de los Omeyas. 
Sus huestes se hicieron muy poderosas y numerosas y luchaban con gran valentía en clara rebeldía contra el poder de los emires de Córdoba. Su soldadesca le llamaba cariñosamente "El capitán de la gran nariz". Allá por donde pasaban, las gentes vitoreaban a Omar y a sus hombres. Derrotado por las fuerzas del emir de Córdoba, Mohámed I, en el 883, se lo perdonó e integró en la guardia personal del soberano y junto al general Hashim ibn Abd al-Aziz participó en duras batallas, como la de Pancorbo, donde demostró su bravura ante el enemigo. 
Pero lejos de obtener un reconocimiento a su valía y a la de sus hombres, Omar era menospreciado e insultado por los altos mandatarios del emirato, llegando incluso a faltarle la comida o, en su defecto, cuando se la hacían llegar, esta no reunía las mínimas condiciones. Rebelándose contra el emir, conquistó un gran territorio. Esta segunda rebelión se debió probablemente a la imposibilidad de que los muladíes —grupo al que pertenecía— pudiesen compartir las prebendas del emir con los árabes y maulas, quedando en desventaja, situación que le resultó inaceptable.
La supremacía militar de Omar se mostraba imparable; este grandioso despliegue militar lo llevó a apoderarse de fortalezas como las de Autha, Comares y Mijas. 
El emir Al-Múndir, hijo de Muhámmad, mandó su ejército, pero solo recuperaron Iznájar, en 888, por lo que el emir en persona decide partir al frente de sus tropas y asedió Archidona, donde los muladíes se rindieron mientras que los defensores mozárabes fueron pasados por las armas. Lo mismo ocurrió en Priego, que también recuperaron los omeyas. 

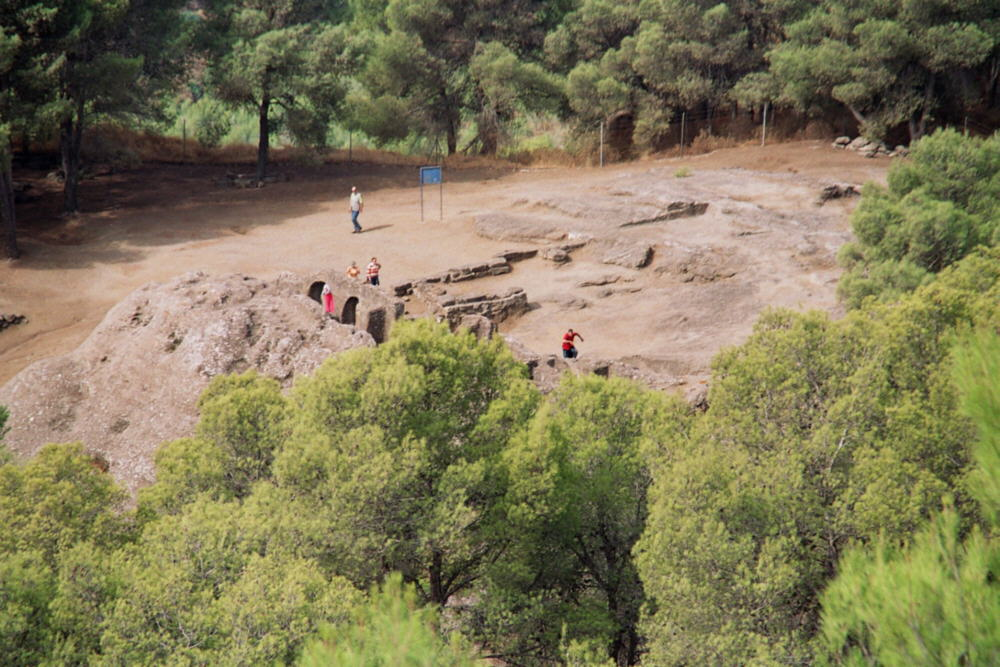
Ruinas de Bobastro.

Tras estas victorias, el emir puso cerco a Bobastro, provocando que Ben Hafsún firmase un pacto con el rey: su rendición a cambio de la amnistía, pero rompió la tregua cuando el emir ya se retiraba, por lo que al-Múndir volvió al asedio, enfermando y muriendo, sucediéndole su hermano Abdalah. 
Durante el emirato de Abdalah, las rebeliones internas en al-Ándalus se sucedieron, Omar ben Hafsún aprovechó para firmar alianzas con otros rebeldes y tomar Estepa, Osuna y Écija en el año 889. Conquistó Baena y asesinó a sus defensores, por lo que Priego y el resto de la Subbética se rindieron sin luchar y sus tropas pudieron lanzar incursiones cerca de la capital, Córdoba (891). Para aumentar la legitimidad de su rebelión, trató de aliarse con los abasíes.
El de Ben Hafsún era un amplio estado, que abarcaba desde Elvira y Jaén por el este y por el oeste hasta la región de Sevilla, llegando incluso hasta Córdoba.
En el cenit de su poder, Omar ben Hafsún dominaba las provincias de Málaga y Granada (donde el Emirato tuvo que reconocerlo oficialmente como gobernador) y tenía intensas relaciones con los rebeldes de Jaén. En su lucha contra los Omeyas lo apoyaron sobre todo los bereberes y los mozárabes. 
También estableció contactos con Ifriquiya (Túnez, Libia), primero con los aglabíes y luego con sus vencedores, los fatimíes, que eran chiíes pese a que la población seguía la doctrina suní, así como con Badajoz y Zaragoza. Al mismo tiempo instala un obispo cristiano en Bobastro y construye allí una iglesia convirtiéndose al cristianismo en el año 899 adoptando el nombre de Samuel, e intentando también el reconocimiento de su estado por el rey asturiano Alfonso III. Se presentó además como descendiente de visigodos e inventó una genealogía en la que aparecía un conde.
El Emirato consiguió aislarlo en gran parte formando una coalición con los Banu Qasi, una importante familia muladí en la Marca Superior. Abdalah lo derrotó el 16 de mayo del año 891 en Poley (el nombre árabe de Aguilar de la Frontera, situado en el sur de la provincia de Córdoba) y allí comenzó su declive. Aunque se recuperó de este revés, nunca sus dominios llegaron a alcanzar la misma extensión que antes de la derrota.
Su bautizo le restó partidarios, pero continuó la lucha desde su fortaleza de Bobastro, hasta su muerte en el año 918. En el 913 reconoció al califa fatimí y recibió a dos de sus emisarios. Según Fierro, en el 915-916 volvió a la obediencia de los omeyas y se sometió a Abderramán III. Las campañas de este contra los partidarios de Ben Hafsún se caracterizaron por una extrema violencia.
Su hijo Suleymán pudo sostener Bobastro contra Abderramán III hasta 928. La rebelión fue reprimida y el clan de los Hafsún tuvo que irse al exilio. En el 929, cuando Abderramán III tomó finalmente Bobastro, las fuentes indican que ordenó desenterrar a Ben Hafsún, que había sido inhumado a la manera cristiana. El cadáver fue crucificado, junto con los de dos de sus hijos, en una de las puertas de Córdoba, como castigo por su apostasía del Islam.
Abderramán III perdonó la vida a su hijo Hafs y a su hermana Argéntea, que se había consagrado como virgen, y se trasladaron a Córdoba. Argéntea perseveró en su fe cristiana, por lo cual fue sometida a mil azotes, le fue cortada la lengua y finalmente fue degollada en el año 931.

## Un modelo interpretativo sobre lafitnadel emirato[9]
La rebelión protagonizada por Umar b. Hafsún en Bobastro ha llevado a medievalistas, como al célebre Manuel Acién Almansa, a usarla como modelo interpretativo de los conflictos rurales que se dieron durante la fitna del emirato omeya de Córdoba. De esta manera, se han analizado estos conflictos como una reacción frente a las transformaciones políticas y sociales acontecidas principalmente desde inicios del siglo IX. Las causas principales serían las siguientes:
Por un lado, el estado omeya habría ido desarrollando un aparato fiscal muy poroso, el cual acabaría por chocar con los intereses de las élites muladíes "proto-feudales". El prestigio de estos grupos aristocráticos vendría dado por dos factores: 
1) Su vinculación con un pasado visigodo que habría sabido adaptarse al contexto de las conquistas musulmanas del 711. 
2) El derecho que ejercerían sobre los hombres y la tierra.
Por otro lado, la creciente tendencia hacia el urbanismo del territorio andalusí habría provocado que parte de la población que tradicionalmente se ubicaría en espacios rurales, ahora se desplazasen hacia núcleos urbanos. Dinámica que dañaría los intereses de la aristocracia previamente descrita.
La reacción de estos grupos muladíes, como el de Omar b. Hafsún, sería la tendencia hacia el encastillamiento, caso de la fortaleza de Bobastro. Desde estos espacios se pretendería controlar a las poblaciones restantes de los espacios rurales y generar una oposición frente al poder central de los Omeyas. Esta oposición acabó por generar auténticas rebeliones durante las décadas finales del siglo IX y las primeras del siglo X. También se ha planteado que un fenómeno similar podría haber ocurrido en medios tribales árabes y bereberes.